# Chiesa di San Vigilio (Lodrino)
La chiesa di San Vigilio è la parrocchiale di Lodrino, in provincia e diocesi di Brescia; fa parte della zona pastorale dell'Alta Val Trompia.

## Storia e descrizione
Venne costruita nel XVIII secolo sui resti di una precedente chiesa cinquecentesca dedicata a San Sebastiano, a sua volta costruita per sostituire una chiesetta medievale. Dell'antica chiesa si conserva il campanile.
L'architetto è ignoto, ma potrebbe essere Antonio Corbellini, date le somiglianze riscontrabili con altre chiese.
È dotata di un organo costruito nel 1897 da Diego Porro, ed è su un colle che la mette in netta evidenza nella Valle, rendendola visibile in praticamente tutte le pertinenze di Lodrino.

### Affreschi
Degno di nota il ciclo di affreschi del pittore veronese Giorgio Anselmi che ha dipinto le volte della chiesa con scene della sacra scrittura. Il pittore operò a Lodrino nella seconda metà del Settecento come prova il monogramma visibile poco sopra l'ingresso "G.A.P 1785". Nella prima volta è raffigurata l' “Ascensione di Cristo”; ai quattro angoli, “gli evangelisti”. La seconda è decorata con la scena di “Abigail che porta i doni a Re David”; nei pennacchi,  quattro “Eroine bibliche” anticipatrici dell'immagine della Madonna: "Giuditta" con la testa di Oloferne, "Giaele" con il martello e un chiodo sotto i piedi, la casta “Susanna” e “Ester”. Domina il presbiterio il “Mosè che invoca misericordia per il popolo ebraico caduto nell'idolatria”, nei pennacchi  “Melchisedek”, “Mosè”, “Salomone” e “Re David”. La chiesa è stata restaurata nel 1990. Il restauro ha ridato visibilità all'affresco nella lunetta del presbiterio raffigurante “Il martirio di San Vigilio” attribuibile a Anselmi.

### Arredo e dipinti
La pala dell'altare maggiore "San Vigilio in gloria" , di poco successiva al 1684, è del milanese Giuseppe Nuvolone.
Nella navata ci sono quattro altari. Procedendo dall'entrata, a destra l'altare di San Luigi Gonzaga con pala di Giorgio Anselmi, rappresentante “La Madonna con il bambino e i santi Luigi e Gaetano”;  a sinistra, l'altare di Sant'Antonio con pala seicentesca de “La Madonna con il Bambino in gloria tra gli angeli e i santi Antonio Abate e Carlo Borromeo” di Pietro Ricchi. Al centro, a destra l'altare di San Giuseppe, con la preziosa soasa lignea a incastonare la pala del “Transito di San Giuseppe” dell'ambito del Voltolini e, a sinistra, l'altare della Madonna del Rosario con miniature dei “Misteri del Rosario”.
Sulla parete prospiciente l'ingresso, la "Madonna con il Bambino e san Luigi" di Giorgio Anselmi e due modeste pale seicentesche, in origine collocate al santuario della Santa Croce in Monte, "Sant'Antonio Abate" e il "Trionfo della Croce e San Giovanni Nepomuceno" riconducibili all'ambito di Domenico Voltolini.